# Zvornik

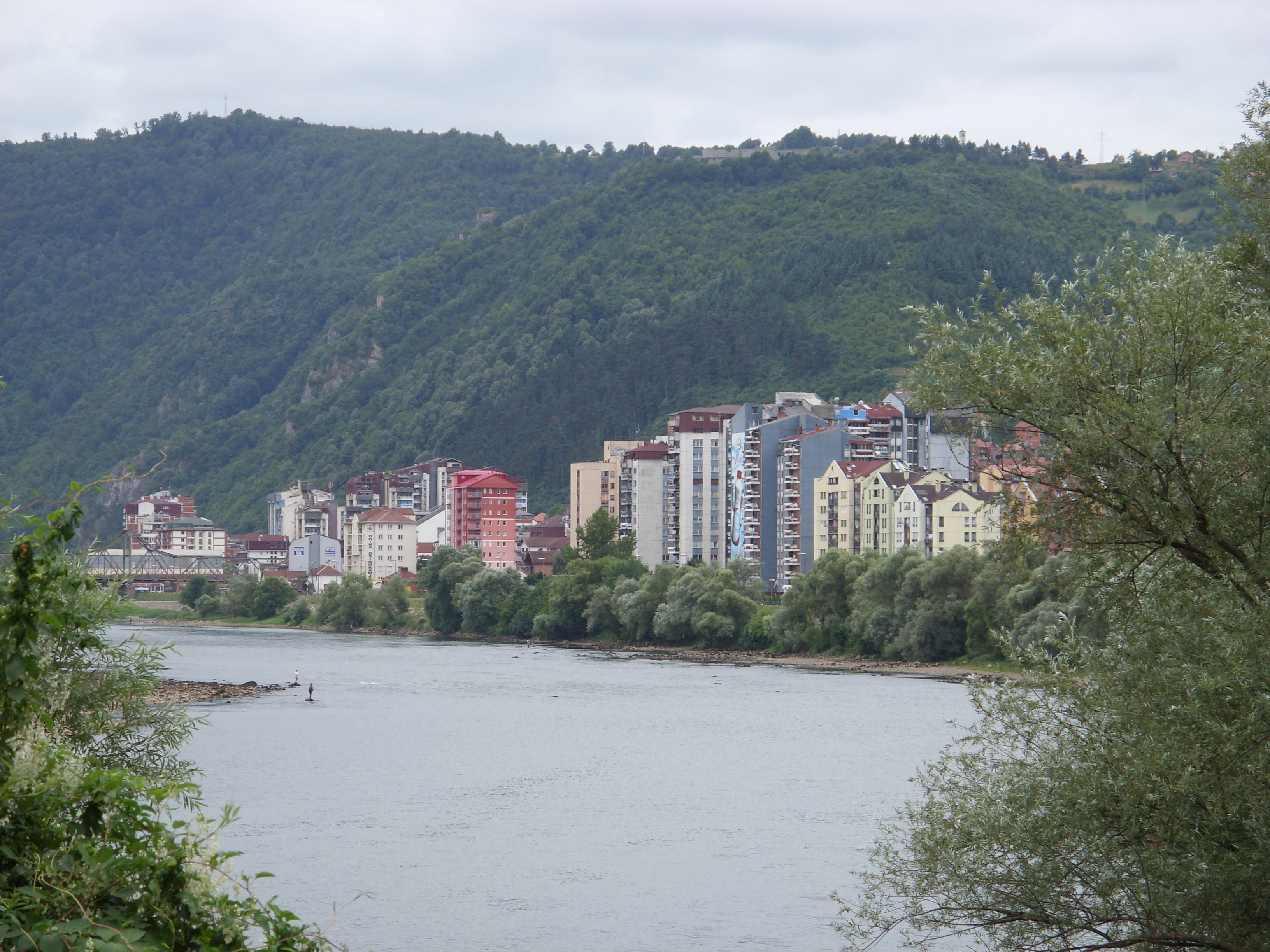
Blick auf Zvornik

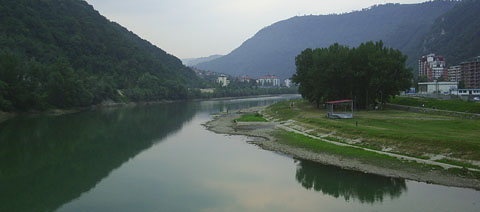
Die Drina in Zvornik

Zvornik (serbokroatisch-kyrillisch Зворник) ist eine Stadt im Nordosten von Bosnien und Herzegowina und Verwaltungssitz der Opština Zvornik. Die Stadt liegt auf dem Gebiet der Republika Srpska am linken Ufer der Drina, welche hier die Grenze zu Serbien bildet, südlich Bijeljinas. Südlich der Stadt befindet sich der angestaute Zvorniksee.
Der Ort selbst hatte 2013 etwa 13.000 Einwohner.

## Geschichte
Um 1410 wurde Zvornik erstmals urkundlich erwähnt. 1433 kam die Burg Zvornik in den Besitz des serbischen Despoten Đurađ Branković, der im oberen Festungsteil einen Donjon errichten ließ. Um 1460 eroberten Osmanen den Ort und errichteten den unteren Teil der Festung, der über starke Wälle und 3 Türme an der Drina verfügte. Bei späteren Kämpfen zwischen Österreichern, Ungarn und Osmanen wurde die untere Festung stark beschädigt. Noch heute sind die osmanischen Einflüsse an einigen Bauwerken aus jener Zeit deutlich zu erkennen.
1538 wurde das Franziskanerkloster in Zvornik zerstört und die Kirche in eine Moschee umgewandelt. Sie mussten 1541 dieses Kloster verlassen und besiedelten den Gradovrh (in der Nähe des heutigen Tuzla) zusammen mit den Franziskanern aus Gornja Tuzla.
Bis 1918 gehörte Zvornik zu Österreich-Ungarn und gelangte dann als Bestandteil von Bosnien-Herzegowina an Jugoslawien.
Zu Beginn des Bosnienkrieges wurde der Bürgermeister von den Vertretern der Serbischen Demokratischen Partei von Radovan Karadžić gezwungen, seine Polizei zu entwaffnen, während sich zur gleichen Zeit die bosniakischen „Grünen Berette“ der bosnischen Moslems, auf einen bewaffneten Konflikt in der Kulagrad oberhalb der Stadt vorbereiteten. Bald darauf begannen serbische Freiwillige und Eliteeinheiten der Roten Barette aus Serbien, die Stadt anzugreifen. Aufgrund des hohen Widerstands der bosniakischen Einheiten, vor allem aus Kulagrad, wurde die Stadt auch von auf dem serbischen Ufer der Drina stationierter Artillerie unter Beschuss genommen.

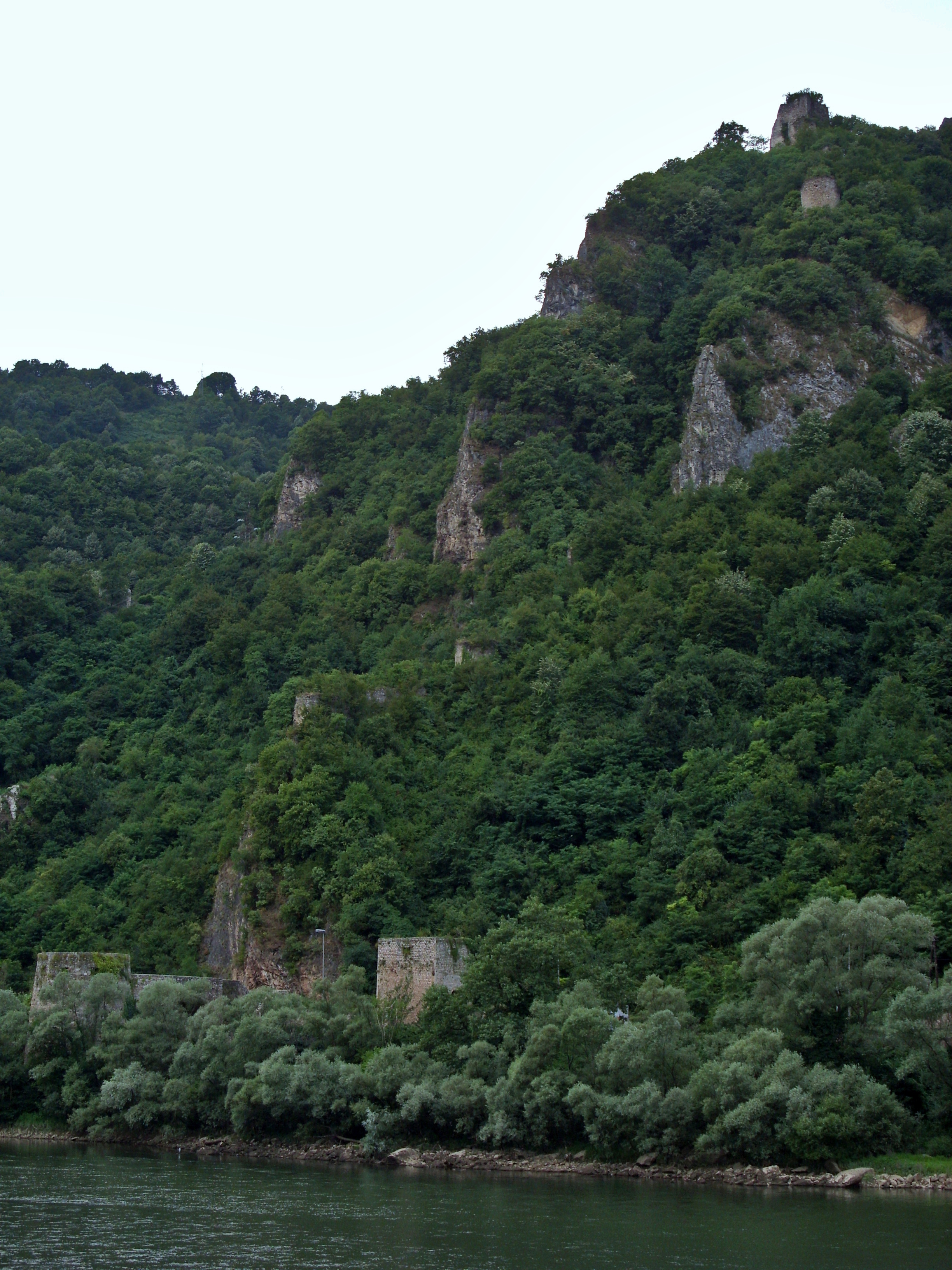
Burg Zvornik
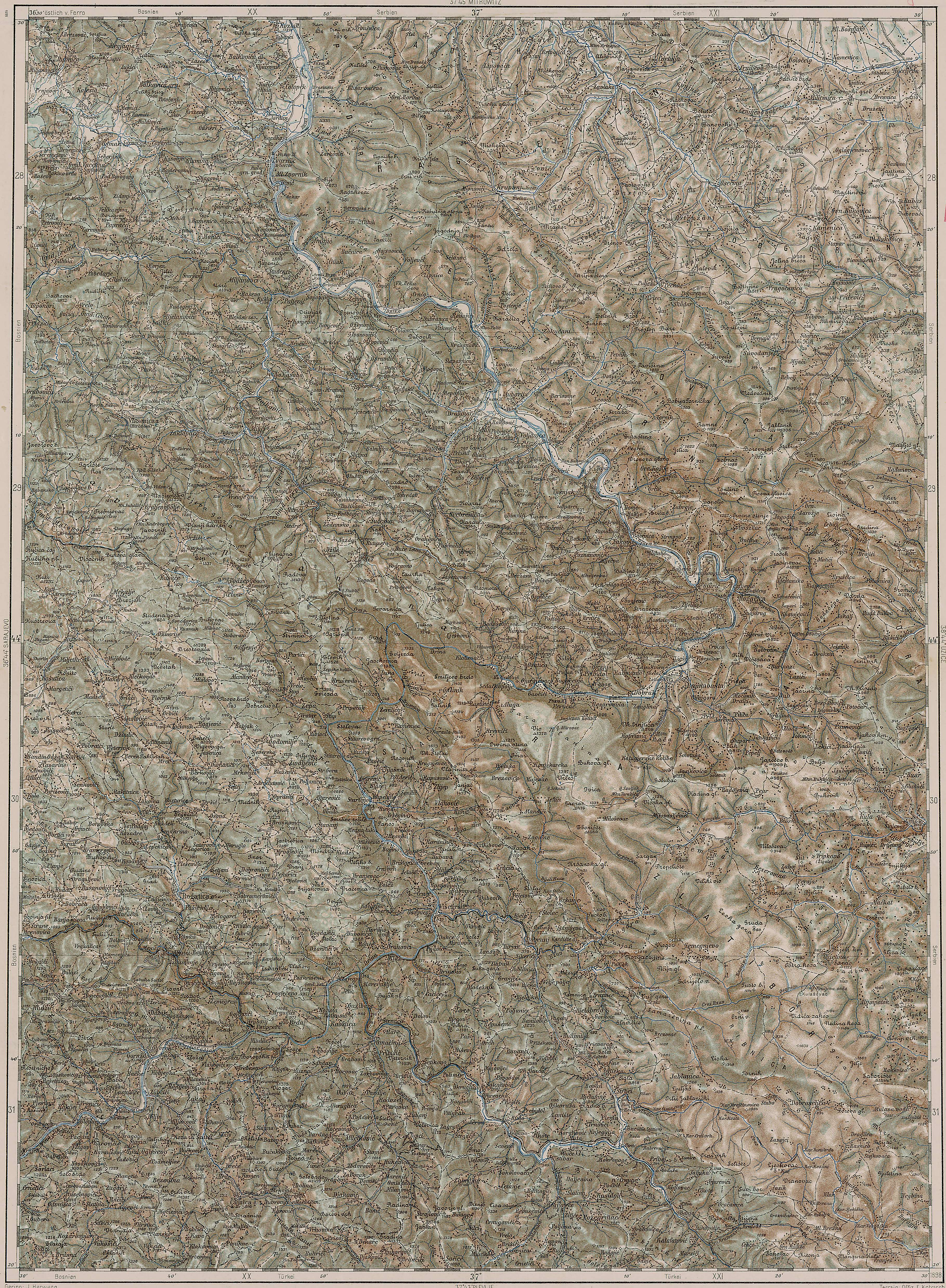
Österreich-Ungarische Militärkarte
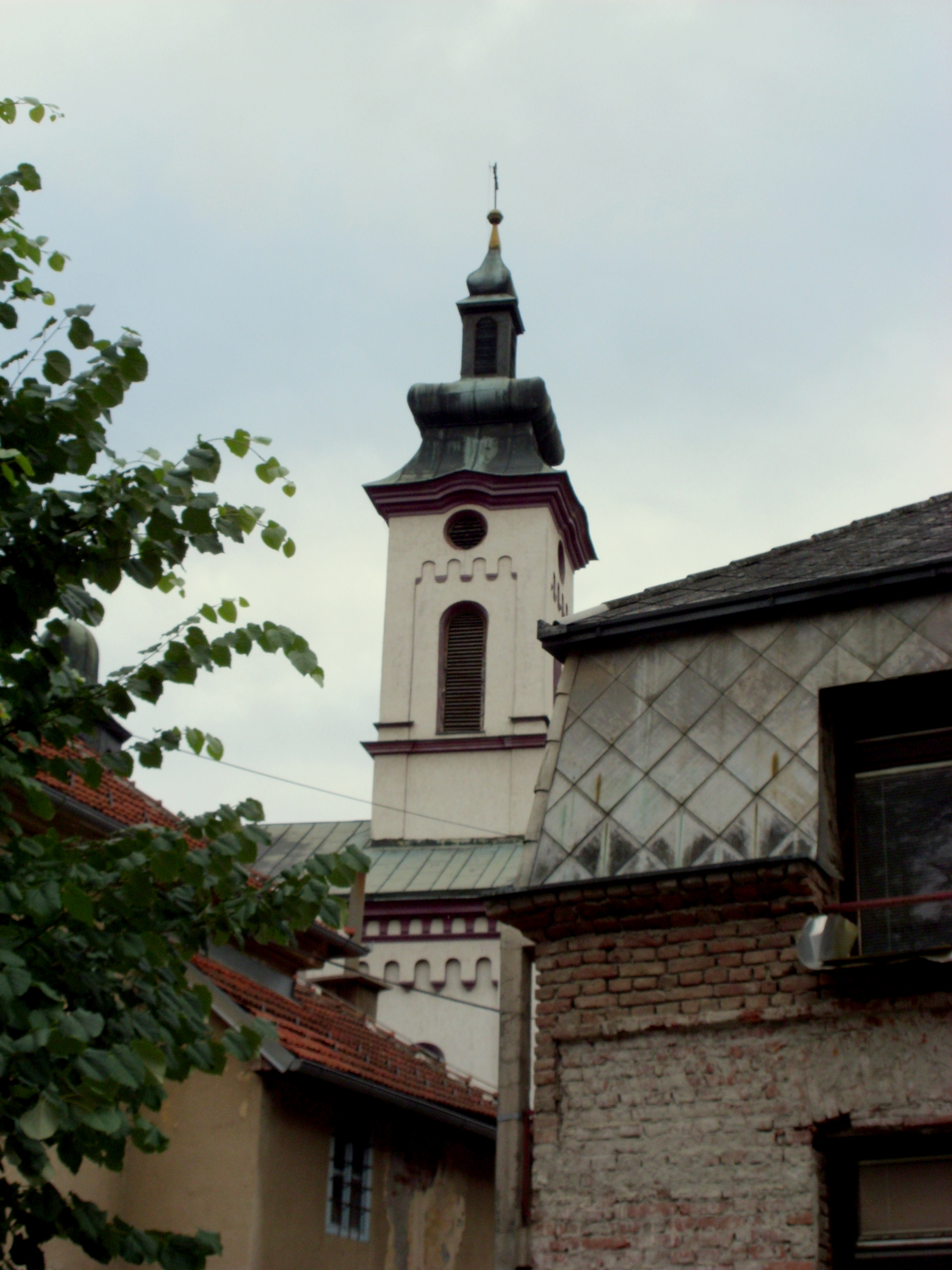
Serbische Orthodoxe Kirche
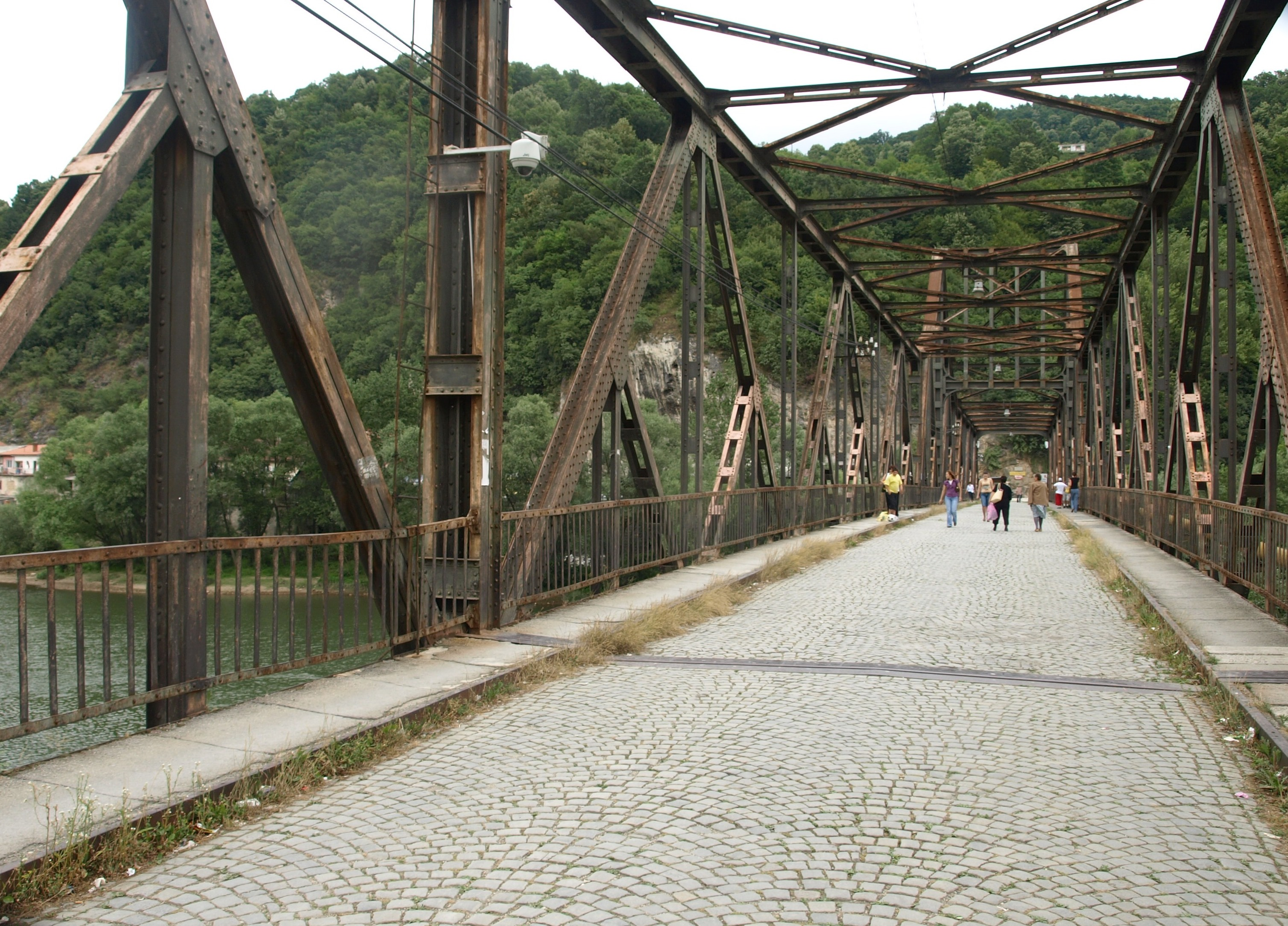
Alte Eisenbrücke

## Bevölkerung
Heute bezeichnen sich die meisten Einwohner als Serben. Während des Bosnienkrieges wurden die Bosniaken sowohl aus der Stadt als auch aus der Gemeinde vertrieben. Immer wieder werden in und um Zvornik Massengräber aus dieser Zeit aufgefunden. Im Gegenzug wurden – auch zur Konsolidierung der „neuen Verhältnisse“ – serbische Flüchtlinge angesiedelt.

## Sport
Überregional bekannt und erfolgreich ist der Fußballklub FK Drina Zvornik.

## Söhne und Töchter der Stadt
- Nada Obrić (* 1948), Sängerin
- Samir Muratović (* 1976), Fußballspieler
- Seka Aleksić (* 1981), Sängerin
- Samir Karahasanovic (* 1982), deutscher Fußballspieler
- Rade Đokić (* 1983), Fußballspieler
- Sejad Salihović (* 1984), Fußballspieler
- Mersudin Jukić (* 1984), Fußballspieler
- Veroljub Salatić (* 1985), Fußballspieler
- Denis Omerbegović (* 1986), Fußballspieler
- Said Husejinović (* 1988), Fußballspieler
- Miroslav Stevanović (* 1990), Fußballspieler
- Ermin Bičakčić (* 1990), Fußballspieler
- Edin Hasanović (* 1992), Schauspieler
- Mensur Kursumovic (* 1973), Musiker